# Plectris indigens
Plectris indigens är en skalbaggsart som beskrevs av Blanchard 1850. Plectris indigens ingår i släktet Plectris och familjen Melolonthidae. Inga underarter finns listade i Catalogue of Life.